# Indice de langue d'usage public
L’indice de langue d’usage public, plus connu sous l’acronyme ILUP, est un indice élaboré par le Conseil de la langue française du Québec, organisme devenu depuis le Conseil supérieur de la langue française (CSLF). Il a pour objectif de mesurer la place des langues dans l’espace public au Québec. Publié en 1999, le rapport faisant état d'un ILUP a immédiatement soulevé une polémique. 

## Historique
L’idée d’un indice de langue d’usage public est proposée en avril 1996 dans le bilan d’un comité interministériel du Québec. Rappelant que l’objectif de la Charte de la langue française est de faire en sorte que, dans des situations de nature publique, des personnes de langues différentes communiquent en français plutôt qu’en anglais, le comité interministériel estime à 69 % la part du français dans l’espace public à Montréal, comparativement à 57 % dans les foyers montréalais. Afin de se donner un «véritable instrument de mesure», le rapport recommande que les organismes de la loi 101 procèdent à la création d’un «indicateur de langue d’usage public».
Cette proposition, appelée «trouvaille stupéfiante», est aussitôt raillée par le mathématicien Charles Castonguay : «Pareille chimère donnerait longtemps à boire et à manger aux gourous de l’intégration et maisons de sondages. À quand le colloque sur le poids de la langue de travail en regard de la langue d’usage chez le dépanneur?».

### Le sondage de 1997
En mars 1997, le Conseil de la langue française, « en collaboration avec le Secrétariat à la politique linguistique, l’Office de la langue française, le ministère des Relations avec les citoyens et de l’Immigration et le ministère de l’Éducation (p. 4) », a reçu le mandat de réaliser un sondage. Entre le 10 mars et le 16 mai 1997, 43 486 personnes âgées de 18 ans ou plus ont été interrogées à partir de deux questionnaires, un court et un long. « Au total, 25 122 entrevues furent complétées — dont 14 206 avec le questionnaire long. [...] La facture s’est élevée à 320 000$ ». 
Les différents domaines couverts par l’enquête touchaient les langues parlées dans les centres commerciaux, les petits commerces, les banques, les administrations scolaires, les hôpitaux, diverses associations, les services gouvernementaux, etc. Bien qu’ayant fait l’objet de questions, « [l]a consommation des médias n’a pas été retenue dans la construction de l’indice (p. 16) ». 
Outre les créneaux choisis, « le sondage inclut une question sur l’usage des langues en général (p. 25) ». Elle se lit ainsi : « Quelle langue parlez-vous le plus souvent à l’extérieur de la maison avec des personnes autres que vos parents ou vos amis ? » Dans l’ensemble du Québec, les résultats sont les suivants : 85 % parlent le français, 11 % l’anglais et 3 % le français et l’anglais. Dans l’île de Montréal, ces proportions sont respectivement de 68 %, 27 % et 4 % ; 1 % de la population de l’île parle une langue tierce (p. 26). 

### Méthodologie
« [U]n indice des langues d’usage public a été construit (p. 30) » à partir de ces données. Selon le rapport du Conseil de la langue française, l’ILUP « repose sur la probabilité qu’une personne affirme utiliser le français ou l’anglais en public, étant donné la langue qu’elle parle dans plusieurs activités. [...] Il attribue ainsi une langue d’usage à chaque répondant en fonction de la perception moyenne des répondants plutôt que de la seule perception du répondant lui-même (p. 30) ». Enfin, l’ILUP permet «de passer d’une description morcelée [...] à une image synthétique (p. 41)».
« Deux équations [d’analyse de régression logistique] ont été construites : la première (tableau 3, p. 105) porte sur les répondants qui n’ont pas travaillé au cours des six mois précédant le sondage tandis que la seconde (tableau 5, p. 108) concerne ceux qui ont travaillé au cours de la même période. [...] Les variables sont retenues dans l’équation lorsque l’apport est significatif à un seuil de 5 % et lorsqu’il représente au moins environ 1 % du khi-deux du modèle qui n’inclut que la constante. Les coefficients B représentent les déviations par rapport à la moyenne » (p. 104).
« Dans l’Île-de-Montréal [sic], les taux de participation et de réponse plus élevés des francophones et des natifs ont entraîné une surreprésentation d’environ 2 points des francophones : chaque point de surreprésentation pour ces dimensions produirait une surreprésentation d’environ 0,6 point de l’usage du français dans le domaine public et une sous-représentation d’environ 0,5 point de l’anglais » (p. 47).

### Résultats
Selon son concepteur, les résultats de l’ILUP seraient plus vraisemblables que ceux obtenus directement par la question générale : « la comparaison de l’indice et de la question générale montre que cette dernière [...] réduit le bilinguisme. Dans la région métropolitaine, l’estimation du pourcentage de bilingues est de 14 % par l’indice mais de 4 % par la question générale, un écart de 10 points. En outre, [...] selon la question générale, le bilinguisme est semblable dans toutes les régions, alors que selon l’indice il est plus fréquent dans les zones où les communications interlinguistiques sont plus usuelles » (p. 45). 
Cependant, « la connaissance d’une langue n’est pas une condition suffisante pour entraîner l’usage de cette dernière ; certains connaissent deux langues mais en utilisent une seule » (p. 80-81). Dans le cas particulier des immigrants de langues maternelles tierces arrivés au Québec avant 1995 et se déclarant bilingues en 1997, 45 % parlent le français en public, 18 % l’anglais et 2 % une langue tierce ; 36 % ont un comportement bilingue (23 % parlent «surtout le français», 13 % parlent «surtout l’anglais») (p. 84). 
Le rapport sur l’usage des langues en public au Québec en 1997 tempère l’influence de la langue de travail. « On serait tenté de conclure que l’usage d’un langue au travail favorise l’usage de la même langue dans les autres activités. Cependant, il est impossible d’établir un lien de cause à effet entre le travail et les autres activités à l’aide des données disponibles. [...] on ne peut que conclure qu’il y a  association ».  (p. 66).
Relativement à l’indice selon l’âge des répondants à l’enquête, le rapport du Conseil de la langue française énonce une hypothèse quant à l’avenir. Il constate d’abord que les francophones et les allophones « de 18 à 29 ans, utilisent moins le français en public au profit de l’usage à la fois du français et de l’anglais ». Si ce constat résulte d’un effet de génération, « il persistera et entraînera à l’avenir une diminution de l’usage du français » (p. 90).

## Réception de l'indice
Voici d'abord les arguments qui ont été apportés contre l'ILUP et ensuite les réponses qui ont été données pour justifier l'indice. 

### Arguments contre l’ILUP

#### Le principe
- « L’Indice miracle qui en un seul chiffre révèle l’essentiel est une utopie »[6]. Ce type de mesure s’inscrit dans « la mode des indices et des indicateurs, cette sorte de fast food de la recherche [plus nuisible qu’utile pour] aider à connaître et à comprendre les phénomènes »[6].
- « Étant donné que l’usage d’une langue n’est pas nécessairement exclusif, puisque l’intensité de celle que l’on emploie le plus souvent peut varier d’un individu à un autre, et comme une personne bilingue peut faire un choix selon le lieu où elle s’exprime, voire selon son interlocuteur, tenter de saisir la réalité dans toutes ses dimensions à la fois, relève du prodige, voire de l’utopie. »[7]
- « Le rapport [ILUP] donne de la législation linguistique une définition réductrice, la limitant à la seule Charte de la langue française, définition à laquelle d’ailleurs il ne se tient pas » (p. 50)[8].
- « Pour un examen objectif et complet du concept, voir l’excellent article de Christian Roy, « L’usage des langues dans la sphère publique au Québec. L’indice du Conseil de la langue française est-il crédible? », Bulletin d’histoire politique, vol. 10, no 1, automne 2001, p. 151-160. »[9].

#### L’enquête
- La marge d’erreur de l’ILUP « serait d’environ un point de pourcentage pour le Québec et la région de Montréal mais s’élèverait à deux points de pourcentage dans l’île. C’est beaucoup puisque les comportements sociaux n’évoluent d’habitude que graduellement ». Par ailleurs, la marge d’erreur propre aux sondages « n’est pas une éponge qu’on passe tout bonnement sur l’erreur systématique! »[4].
- Dans l’île de Montréal, le taux de réponse plus élevé des francophones et des natifs a entraîné une surreprésentation d’environ 2 % des francophones et ce biais n’a pas été corrigé sous le prétexte que cette surestimation était inférieure à la marge d’erreur de 2 %. Or, tous les biais, quels qu’ils soient, s’additionnent[4].
- « [...] lors du lancement, les présentateurs ont admis que le taux de non-réponse est beaucoup plus élevé chez les allophones, mais sans donner de chiffres. [...] Si les répondants sont davantage intégrés à la communauté francophone que les non-répondants [...], les conclusions [de] l’étude ILUP pourraient être extrêmement trompeuses en ce qui concerne les anglophones et les allophones » (p.48)[8].
- « [Q]uels sont les comportements linguistiques des plus de 18 000 personnes échantillonnées qu’on n’a pas pu interviewer à cause, par exemple, d’un refus de répondre? »[4].

#### La méthode
- L’ILUP a été construit à partir de « deux équations distinctes, l'une pour la population active, l'autre pour l'inactive. Il existe donc un score [...] pour l'une et l'autre de ces populations. Pourquoi nous les cacher? La note [...] du français pour la population active serait-elle trop faible, vu la faiblesse du français comme langue de travail? Le résultat rendu public confond les deux scores »[10].
- « Les réponses à une question générale peuvent être faussées [...] par la perception qu’a le répondant du comportement socialement désirable. [...] Le décompte des francophones a une importance dans le débat politique au Québec, mais a-t-on vraiment besoin de connaître le nombre [...] sans connaître, ni même s’intéresser, à la perception identitaire que les gens ont d’eux-mêmes et à ce qui la détermine »[6].
- Si le rapport ILUP « explique assez bien au premier chapitre comment on a fait la distinction entre l’activité publique et l’activité privée, il est muet, par contre, sur la problématique ayant conduit à ce choix particulier d’activités publiques. » (p. 153) [11],[12].
- « [L]e lecteur est en droit de se demander comment on parvient à l’ILUP au moyen de la ‘régression logistique’. Il semble en effet que ce type de régression ne puisse produire l’indice lui-même. [...] Une fois obtenus les résultats de ces régressions, qu’a-t-on fait pour obtenir l’indice ?  Comment a-t-on pondéré les données pour y parvenir ?  Car il va sans dire qu’en général, on ne va pas à l’hôpital ou chez son médecin aussi souvent qu’au travail ou au centre commercial. » (p. 154)[11].
- « [C]omme il faut une réponse valide à toutes les questions entrant dans le calcul de la 'régression logistique' – fondement de l’ILUP –, force est de conclure que l’indice ne repose que sur 12 % des répondants faisant partie de l’échantillon initial de 25 000 personnes. » (p. 174)[13]
- « Pour être recevable, un travail scientifique doit être ‘falsifiable’ (pour reprendre l’expression popularisée par le philosophe Karl Popper), c'est-à-dire que l’on doit pouvoir reprendre, vérifier ou discuter chacun des points de son argumentation. Dans le cas qui nous occupe, il est impossible de procéder à une ‘falsification’ » (p. 51)[8].

#### Les activités choisies
- Les créneaux choisis pour l’enquête sont des « secteurs où les employés francophones sont surreprésentés par rapport aux employés anglophones. [Par contre], la restauration et l’hôtellerie, secteurs où il y a davantage de mixité linguistique, ne sont pas considérés dans l’enquête ILUP »[6].
- « [L]’ILUP repose en bonne partie sur l’examen d’activités où la communication est rudimentaire : le consommateur utilise généralement peu de mots [...] Par contre, la vie culturelle (médias) qui implique un usage plus lourd du langage est laissée de côté dans le calcul de l’indice »[6].
- « Le sexe est l’une des principales variables explicatives en sociolinguistique. En particulier, les recherches de ces trente dernières années ont montré l’importance du rôle des femmes dans les changements linguistiques. Or, aucun des tableaux du rapport ILUP ne présente la variable sexe » (p. 47)[8].
- « [L]e cinéma est un lieu de socialisation important, c’est un lieu public où se rencontrent des personnes d’origines diverses. Si on veut étudier l’usage des langues dans l’espace public à Montréal, il est difficile de justifier l’absence du cinéma dans la construction de l’indice de langue d’usage public. » (p. 50)[8].
- « De l’aveu même de l’auteur[14], les 12 activités utilisées dans la confection de l’LUP n’ont pas été pondérées : une activité qui n’a lieu qu’une fois par année (visite chez le médecin, par exemple) a le même poids qu’une activité hebdomadaire ou même quotidienne. »[12]

#### Les résultats
- En comparaison au concept de Première langue officielle parlée (PLOP) développé par Statistique Canada, l’ILUP « exagère partout la position du français relativement à l’anglais comme langue d’usage public. Et ce, tout particulièrement dans l’ile de Montréal »[4].
- « Comme indice de langue d’usage public général, [la] PLOP suffit. En outre, l’énorme échantillon qui [la] sous-tend permettrait de l’analyser selon l’âge, le sexe, la profession, voire de réaliser des études longitudinales en suivant des cohortes d’immigrés d’un recensement à l’autre »[4].
- « Il est coutume de présenter, à la fin d’un rapport de recherche, le texte du questionnaire[15] ainsi que le ‘rapport administratif’[16] de la firme qui a fait le sondage. Ces deux éléments manquent dans le présent cas. » (p. 51)[8].
- « Le lecteur qui voudrait savoir combien de fois les personnes interrogées à l’enquête ont répondu s’exprimer en français à chacune des 12 activités particulières retenues, chercherait en vain dans cet ouvrage trop bref. L’auteur a raté une belle occasion de présenter, sur une échelle allant de 0 à 12, une variable synthèse montrant une vue d’ensemble des résultats bruts de l’enquête. » (p. 156)[11].
- « L’indice occulte la présence des personnes bilingues qui sont réparties en deux groupes, français et anglais. L’ILUP classe un répondant dans la catégorie 'français' dès que sa probabilité estimée d’utiliser le français à partir des activités sectorielles est supérieure à 50 %. Puisqu'il n’y a pas de 50 % pile, il n’y a pas de bilingues. Cela n’est pas conforme à la réalité sociolinguistique de Montréal où il y a une communauté bilingue stable depuis le XIXe siècle. Ce parti pris conduit à présenter les faits de façon tortueuse : il n’y a que 61 % des habitants de l’île qui utilisent exclusivement le français alors que le chiffre mis en évidence, 71 %, comprend des personnes qui utilisent l’anglais jusqu'à 49 % du temps. »[12].

### Arguments en faveur de l’ILUP
- « [L]a politique linguistique n'intervient pas dans le domaine de la vie privée des citoyens, notamment dans le choix personnel d'une langue à la maison. De ce fait, l'indicateur de la langue d'usage à la maison, qui concerne la vie privée des Québécois, [...] ne se révèle donc pas adéquat pour évaluer la politique linguistique. »[17]
- Le rapport du Conseil de la langue française sur l’ILUP « a redécouvert une [...] vérité essentielle. De tous les comportements publics sectoriels, c’est la langue de travail qui a, et de très loin, la plus grande incidence sur la langue employée de façon générale en public. »[4]
- « L’ILUP [...] vise à saisir directement l'usage des langues dans un contexte public où celles-ci sont en compétition et révèlent leur potentiel d'attraction. L’ILUP permet spécifiquement de déterminer quelle langue utilisent en public les gens qui ont la possibilité de choisir parce qu'ils parlent plus d'une langue. »[18]
- « [L]e modèle utilisé dans l'ILUP a l'avantage de reposer sur une variable essentielle du point de vue politique : l'impression d'ensemble que la population a de l'usage public du français, qui est sans doute au fondement du potentiel d'attraction de cette langue. »[18]
- « Ce qui donnera sa force au français, ce ne seront plus principalement l'attachement traditionnel des Québécois de souche à leur langue ou même l’unilinguisme. Au contraire, ce sera le potentiel d'attraction du français en tant que langue utile dans la sphère publique. Il ne faut certes pas négliger, à cet égard, l'importance de l’école ou du milieu de travail; mais il faut aussi tenter de saisir la mesure dans laquelle le français s'impose dans la compétition linguistique qui caractérise l'ensemble de la sphère publique. »[18]
- « [L]’état global d’une langue ne peut être ramené à une seule dimension, notamment à la langue habituellement parlée à la maison ; au Québec, ne considérer que la langue du domicile sous-estime l’importance du français dans la vie publique » (p. 173)[13].
- L’ILUP est nécessaire parce qu’une « meilleure connaissance de l’usage public est la donnée qui manque pour permettre d’analyser sous un angle dynamique la place qu’occupe le français au Québec et particulièrement dans les zones de mixité linguistique »[19].
- « L'étude réalisée par le Conseil comporte [...] les marges d'erreur normales dans ce type d'enquête. »[20]
- On « reproche à l'indice de ne dénombrer aucun bilingue. Comble d'ironie, [l’ILUP] est particulièrement efficace à cet égard. Il en dénombre davantage que ne le fait l'indice de Statistique Canada » portant sur la première langue officielle parlée[21].
- « [F]aire usage d’une méthode permettant de débusquer le bilinguisme plus ou moins conscient des répondants est un exercice louable et fort pertinent. [...] Mais doit-on pour autant admettre ces résultats sans réserves ?»[11]
- Il « est loin d'être évident qu'une différence d'environ 2 %, relativement à un recensement, doit entraîner une correction des données [...] ; dans l'île de Montréal, la marge d'erreur échantillonnale du pourcentage de francophones est de 1,7 % [...] ; celle du pourcentage de personnes qui parlent le français en public est de 1,6 % ; [...]. Cela veut dire que dans la population, le pourcentage de personnes qui utilisent le français en public peut être inférieur de deux points à celui observé dans l'échantillon.»[21]
- Comparer l’ILUP à la première langue officielle parlée (PLOP) « n'est pas tout à fait appropriée. Notre sondage ne porte pas sur l'ensemble de la population comme le recensement, mais sur la population de 18 ans ou plus, native ou immigré deux ans avant notre sondage. »[21]

## Volte-face du Conseil supérieur de la langue française
« Les membres du Conseil supérieur de la langue française ont convenu [sic] : que la description de la situation linguistique au Québec est fort complexe ; que la seule façon de rendre compte de cette complexité est de disposer du maximum d’information possible pour couvrir tous les angles de vue. En conséquence, le Conseil considère qu’il faut privilégier la complémentarité des informations fournies par des indicateurs tels que la langue d’usage public, la langue maternelle, la langue d’usage à la maison de même que les substitutions linguistiques. »